# بيلي رايموند
بيلي رايموند (بالإنجليزية: Billy Raymond)‏ هو فنان بريطاني، ولد في 6 يناير 1938 في بيزلي في المملكة المتحدة، وتوفي في 15 مايو 2013 في أستراليا بسبب سرطان الرئة.

## وصلات خارجية
- الموقع الرسمي
- بيلي رايموند على موقع IMDb (الإنجليزية)